# اچ‌ام‌اس بیشام (ام۲۶۰۷)
اچ‌ام‌اس بیشام (ام۲۶۰۷) (به انگلیسی: HMS Bisham (M2607)) یک کشتی بود که طول آن ۱۰۰ فوت (۳۰ متر) بود. این کشتی در سال ۱۹۵۴ ساخته شد.